# Dairy Queen

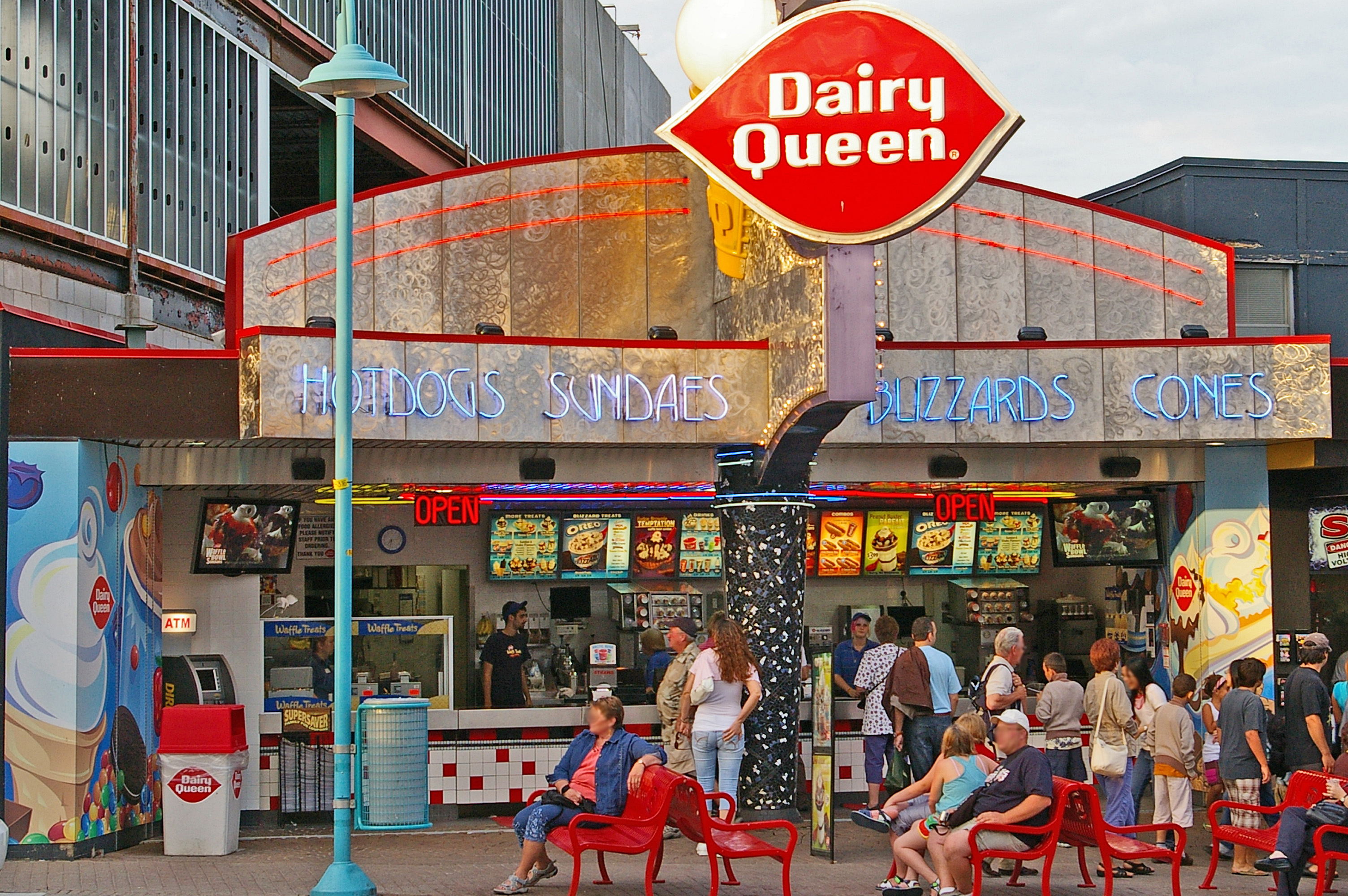
Một chi nhánh tại Canada

Dairy Queen, thường được viết tắt DQ, là một chuỗi phục vụ món ăn ngọt và nhà hàng thức ăn nhanh sở hữu bởi International Dairy Queen, Inc, một công ty con của Berkshire Hathaway. Nó còn thuộc sở hữu của Orange Julius và Karmelkorn. Nhà hàng đầu tiên nằm ở Joliet, Illinois. Nó được quản lý bởi Sherb Noble và mở cửa cho doanh nghiệp vào 22 tháng 6 năm 1940. Cửa hàng ở Canada đầu tiên mở cửa ở Estevan, Saskatchewan vào năm 1953. Nó phục vụ nhiều thức ăn lạnh, như kem. Văn phòng công ty nằm ở Minneapolis ngoại ô Edina, Minnesota.

## Liên kết
- Trang chủ